# Jean-Baptiste Rames
Pour les articles homonymes, voir Rames.
Jean-Baptiste Étienne Rames est un géologue et un archéologue français né le 26 décembre 1832 à Aurillac dans le Cantal où il est décédé le 22 août 1894.
Ses études et ses publications ont essentiellement porté sur le Massif Central. Prolongeant les travaux de Jean-Étienne Guettard, il est le premier à avoir fait l'hypothèse que tous les monts du Cantal soient les débris d'un seul immense volcan primitif (haut de 3 000 mètres) dont la cheminée et le cratère se trouvaient au niveau du dôme phonolitique du Puy Griou. Il a aussi étudié et recueilli tous les vestiges de peuplement préhistorique dans le Cantal.

## Biographie
Fils d'un pharmacien d'Aurillac, il fait des études médiocres au lycée de la ville et n'obtient pas son baccalauréat.
Passionné par les sciences naturelles, il est remarqué par le Clermontois Henri Lecoq, et décide de devenir naturaliste. Il suit des cours de géologie, paléontologie, chimie à Toulouse, tout en multipliant les courses dans la montagne cantalienne.
En 1858, il réussit son examen d'assistant naturaliste, mais la naissance d'un enfant naturel rompt ses ambitions et l'oblige à revenir à Aurillac. Ayant racheté le château de Vals à Saint-Santin-Cantalès (ISMH), il apporte à son tour de nouveaux aménagements à cet édifice abîmé par sa transformation en ferme.
Vers 1868, il reprend la pharmacie de son père. Ses amis et ses excursions le sauvent de la monotonie des jours. Libre penseur, franc-maçon, républicain, il écrit La Création, un essai placé sous l'égide de Goethe et de Darwin.
Il devient un notable local respecté et cumule les honneurs : chevalier de la Légion d'honneur depuis 1886, officier de l'instruction publique, membre de la Société géologique de France et conseiller municipal d'Aurillac.
Après son décès, le conseil municipal d'Aurillac décide en décembre 1895 d'acheter la collection scientifique de Rames et de donner son nom à une rue de la ville et à une école. Cette collection forme les prémices du Muséum des sciences Jean-Baptiste Rames, dont les collections seront redéployées au Château Saint-Étienne pour devenir Muséum des volcans.

## Publications
- Géogénie du Cantal avec une étude historique et critique sur les progrès de la géologie dans ce département, Aurillac, Bouygues-frères, 1873 [lire en ligne]
- Topographie raisonnée du Cantal, 1846.